# Campeonato Sergipano de Futebol - Série A3
O Campeonato Sergipano de Futebol da Série A3, chamado também simplesmente de Terceirona, é a competição profissional desse esporte no estado de Sergipe. Equivale à terceira divisão, sendo disputada com um número variável de equipes em diferentes anos e durando de agosto ao começo de outubro. Equipes tradicionais participam desta divisão como  os rebaixados da Série A2 de 2024 dando prestígio à competição (Cotinguiba, Propriá, Maruinense e Amadense) estando marcada na história desta competição. A Série A3, é  organizado pela Federação Sergipana de Futebol.

## Previsões do Campeonato
A espectativa da competição é tomar maiores proporções por se tratar da ultima divisão estadual e por conter clubes tradicionais do estado. As novas medidas tomada pela Federação Sergipana de Futebol de profissionalizar cada vez mais o futebol de Sergipe, muitos clubes tradicionais do estado correm atrás a se adequar as exigências e participar do certame.

## Cronologia dos organizadores
O Campeonato Sergipano de Futebol da Série A2 só teve uma entidade responsável por sua organização. A lista da entidade que organiza em ordem cronológica segue abaixo:
- Federação Sergipana de Futebol, acrônimo FSF (2025-atualmente)

## Lista dos campeões
| Edição | Ano           | Campeão | Final | Vice-campeão | Terceiro colocado | Quarto colocado | Part. |
| ------ | ------------- | ------- | ----- | ------------ | ----------------- | --------------- | ----- |
| 1ª     | 2025 Detalhes | (1)     | –     |              |                   |                 | —     |

## Títulos

### Por equipe
| Clube | Títulos | Vices | 3º lugar | 4º lugar |
| ----- | ------- | ----- | -------- | -------- |
|       |         |       |          |          |

### Por cidade
| Estado  | Títulos | Vices | 3º lugar | 4º lugar |
| ------- | ------- | ----- | -------- | -------- |
| Sergipe |         |       |          |          |

## Estatísticas

### Público

#### Público por edição
| - 2025: 0 pagantes |

#### Melhores médias de público por edição
| - 2011: |

#### Maiores públicos por edição
| Ano  | Público[PP] | Mandante | Placar | Visitante | Estádio | Data   | Rodada |
| ---- | ----------- | -------- | ------ | --------- | ------- | ------ | ------ |
| 2025 | 0 000       |          | –      |           |         | agosto |        |

## Maiores goleadas
Estas são as dez maiores goleadas da história da Série A2:
| Nº | Mandante | Placar | Visitante | Estádio | Data | Ano  |
| -- | -------- | ------ | --------- | ------- | ---- | ---- |
| 1  |          | –      |           |         |      | 2025 |

## Desempenho por Clube (2025—Atualmente)
|  |                    |
|  | Campeão            |
|  | Vice-campeão       |
|  | Acesso             |
|  | ( ― ) Não disputou |

|  | 25 |
|  | -- |
|  | ―  |

## Participações por Clube (2025—Atualmente)
Ano em que foi Campeão
| Clube                   | Part. | Temporadas |
| ----------------------- | ----- | ---------- |
| Amadense                | 1     | 2025       |
| Aracaju                 | 1     | 2025       |
| Botafogo-SE             | 1     | 2025       |
| Boquinhense             | 1     | 2025       |
| Coritiba-SE             | 1     | 2025       |
| Estanciano              | 1     | 2025       |
| Força Jovem Aquidabã    | 1     | 2025       |
| Maruinense              | 1     | 2025       |
| Propriá                 | 1     | 2025       |
| Riachão                 | 1     | 2025       |
| Santa Cruz de Riachuelo | 1     | 2025       |
| Sete de Junho           | 1     | 2025       |
| Socorrense              | 1     | 2025       |
| Sport-SE                | 1     | 2025       |

## Ranking de pontos histórico
A partir de 2025, foram os seguintes:
 * Atualizado em 9 de julho de 2025. 

### Classificação a partir de 2025
| Pos. | Clube | Part | Tít | Pts | J | V | E | D | GP | GC | Dif.    |
| ---- | ----- | ---- | --- | --- | - | - | - | - | -- | -- | ------- |
| 1    |       | 0    | 0   | 0   | 0 | 0 | 0 | 0 | 0  | 0  | Estável |